# Jagoda (wzgórze w Radziechowach)

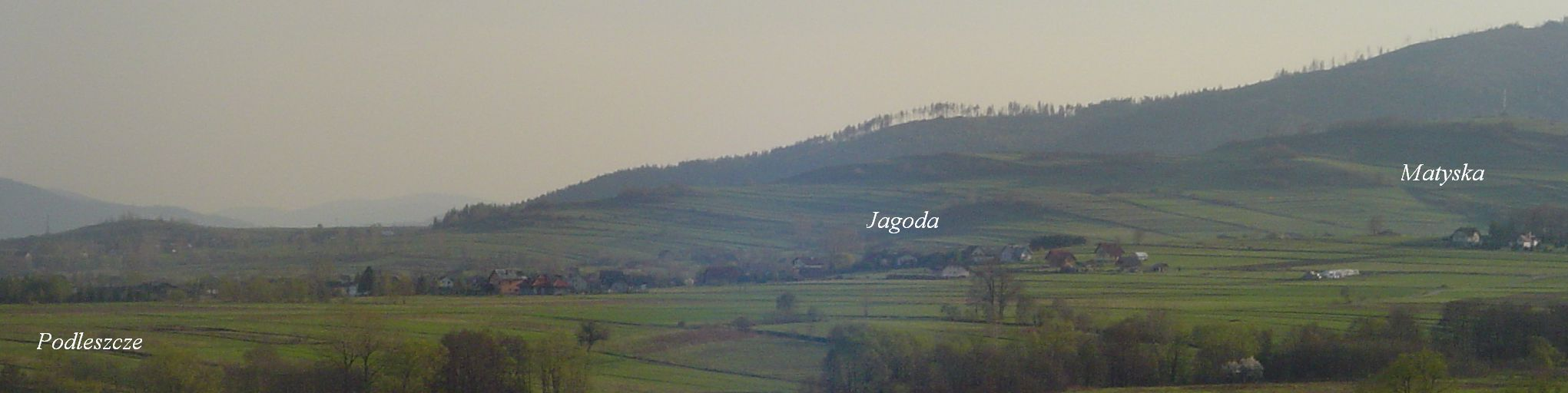
Matyska i mniejsze wzgórza w Radziechowach – widok w kierunku południowym z Dzielca

Jagoda, wzgórze w Radziechowach o wysokości 560 m n.p.m. Położone jest ok. 400 m na wschód od Matyski. Na południowym zboczu wzniesienia swe źródła ma Biały Potok.